# Потарикіна Лідія Луківна
Лідія Луківна Потарикіна (27 липня 1923, Київ — 13 серпня 2008, Київ) — українська радянська учений-юрист, доктор юридичних наук (з 1973), професор (з 1976). Державна премія УРСР в галузі науки і техніки 1981 року (за участь у створенні колективної монографії «Історія держави і права Української PCP»).

## Життєпис
Народилася у Києві в родині робітника. Член КПРС з 1943 року. Учасниця Німецько-радянської війни.
1949 року закінчила юридичний факультет Київського університету. З 1949 року (від часу заснування Інституту держави і права) до 1973 року — молодший, згодом — старший науковий співробітник Сектора держави і права УРСР, потім Інституту держави і права АН УРСР. У 1973—1997 — професор кафедри теорії та історії держави і права юридичного факультету Київського національного університету ім. Тараса Шевченка. Від 1997 року — професор Інституту адвокатури при цьому університеті.
Автор наукових праць з історії держави і права, державного права. Нагороджена орденом Вітчизняної війни ІІ ст. та 8 медалями.

## Основні праці
- Охорона соціалістичної власності — одна з основних функцій Радянської держави (Київ, 1955);
- Сільські Ради і соціально-культурне будівництво (Київ, 1955);
- Ревкоми України в 1918—1920 років (Київ, 1957);
- 3 історії органів контролю УРСР (Київ, 1966);
- Ленінські принципи державного контролю (Київ, 1969);
- Органы государственного контроля Украинской ССР в условиях строительства социализма 1917—1934 гг. (Київ, 1972);
- Історія держави і права Української РСР (т. 1—2, 1987; у співавторстві).